# Fiesta de San Martín (Mercadal)

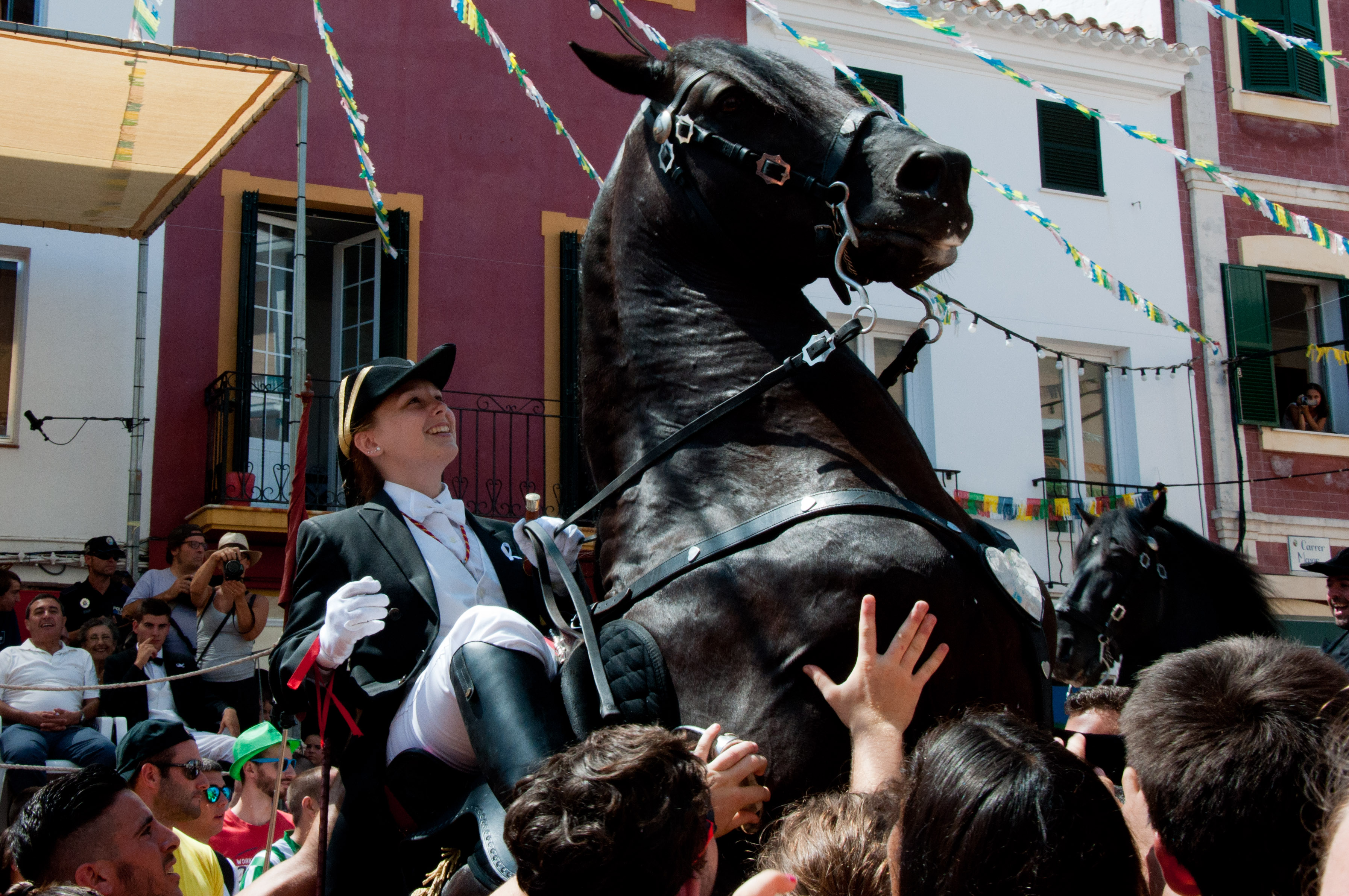
El "Jaleo" en Mercadal

Las fiestas de San Martín de Mercadal, que se celebran el tercer fin de semana de julio, tienen un origen medieval y en ellas los caballos y sus jinetes salen vestidos de gala con sus crines trenzadas, llevando ornamentos diversos y banderas de colores: flocs (lazos) en los laterales y estell (espejos) en la frente. 
Antiguamente las cofradías religiosas eran las que organizaban las fiestas y sus integrantes, que representaban los diferentes estamentos de la sociedad medieval, eran los jinetes (caixers) de la llamada qualcada (cabalgata).
La fiesta comienza cuando el flabioler, un joven que monta un asno y abre paso a la comitiva, recibe el permiso del alcalde de comenzar la fiesta y en el balcón del ayuntamiento da el primer toque de tambor y flabiol ante el silencio de la multitud expectante. 
El flabioler va a recoger al Caixer Sobreposat a su casa y será este quien encabece la qualcada portando la bandera de Sant Martí. Ambos recogerán al resto de caixers en este orden: el Caixer Pagès, un campesino del municipio y que representa al campesinado; el Caixer Casat es el representante de los artesanos y el portavoz de los caixers; el Caixer Capellá, que es el representante de la iglesia y finalmente, el Caixer Batlle, que es el que preside la qualcada, representa al Ayuntamiento y organiza las fiestas. A ellos se unen el resto de los caixers, que actualmente pueden estar integrados tanto por jinetes como por amazonas. Todos visten pantalón, camisa y guantes blancos, levita, pajarita y sombrero menorquín, un atuendo que nos recuerda de inmediato a vestuarios del siglo XIX. Se monta a la jineta, sujetando las riendas con la mano izquierda. En Menorca, esta modalidad es conocida como “anar de brilla”. Tal uso, presente en los torneos y justas medievales en España, así como en la caballería militar, se mantuvo durante los siglos XVI y XVII con el mismo carácter, para luego formar parte del juego y el laboreo a caballo.  
Cuando todos juntos llegan a la plaza, los caballos saltan y danzan al ritmo de la música típica de la fiesta mientras la multitud aplaude y los intenta tocar. Es el Jaleo, el momento crucial en el que por unos instantes la pericia del jinete y la fortaleza del animal permiten que el caballo se sostenga e incluso camine a dos patas, en corveta (bot), casi levantado en el aire por las manos de los que vitorean y rodean a montura y jinete. La incorporación de la música al “jaleo” es más bien reciente, pues se remonta a finales del siglo XIX. Una banda popular que participaba en las fiestas de Ciudadela, hizo sonar una jota aragonesa (de la zarzuela "El Postillón de la Rioja") muy popular por aquella época, y los caballos asustados comenzaron a dar vueltas y hacer piruetas. Y desde entonces se interpreta esta jota durante los jaleos menorquinos. Al terminar la exhibición en la plaza los caixers, en grupos de dos, ponen al galope en la calle a sus caballos y reciben todos unos regalos simbólicos como recompensa por su participación: canyes verdes y culleretes (cucharillas) de plata. La fiesta termina con la ceremonia religiosa de Completes en la Iglesia de Sant Martí. 
Aunque el Jaleo tiene su origen en las Fiestas de Sant Joan, que se celebran en Ciudadela desde el siglo XIV, se ha extendido a todas las poblaciones de Menorca, si bien sólo en Ciutadela los jinetes entran en los patios de las casas con los caballos para demostrar junto a los familiares y amigos su dominio de la caballería realizando levantadas en corveta. Algunos cuentan que la exhibición ecuestre de los caixers proviene de la antigua necesidad de probar la pericia de los caballeros con sus monturas cuando se avecinaba algún peligro para la población, normalmente piratas berberiscos. 

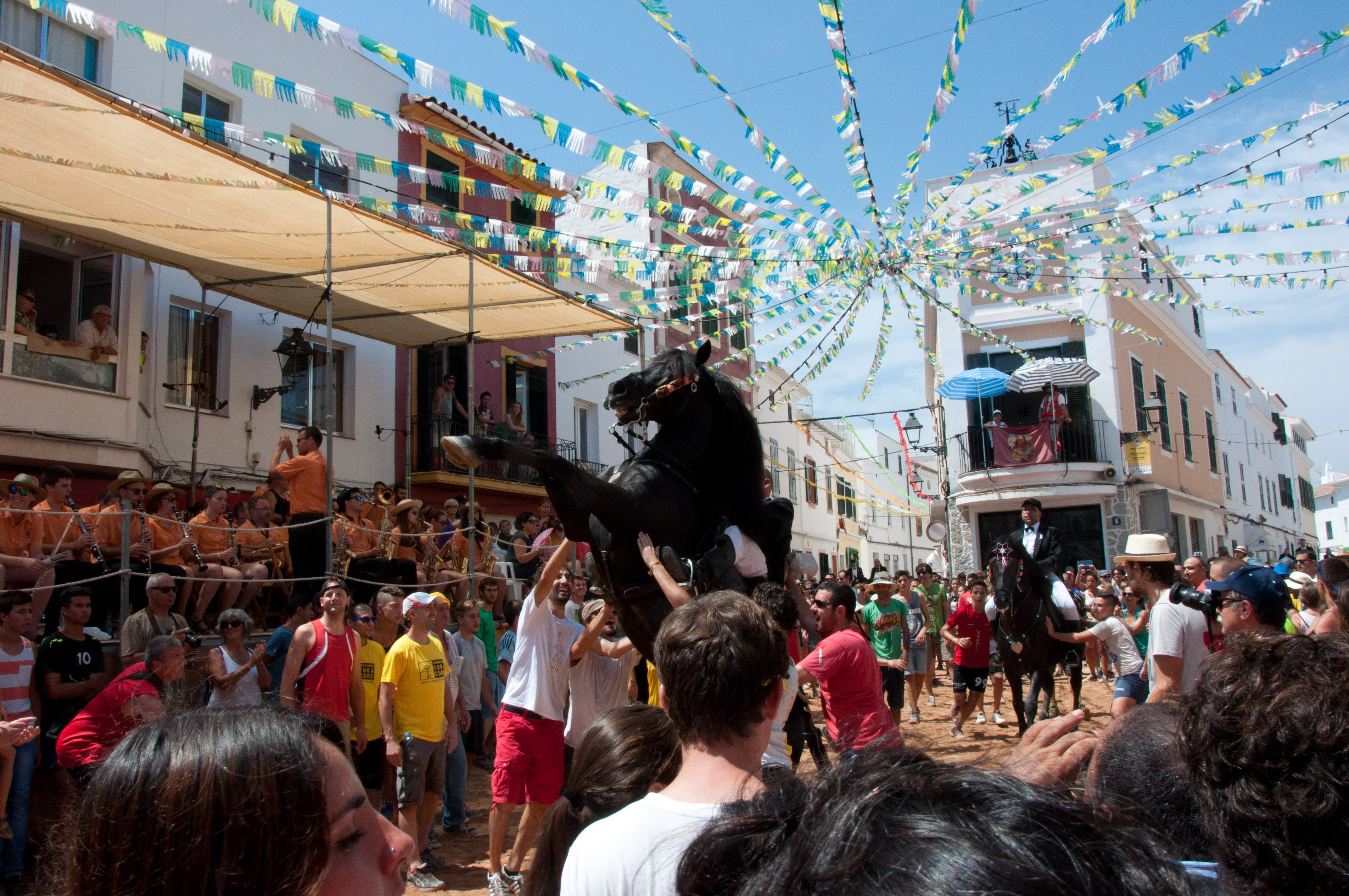
Corvetas al viento

La fiesta ofrece además una buena ocasión para admirar la belleza de la doma y de los caballos de la isla. Muchos de ellos son precisamente negros caballos de auténtica raza menorquina; no en vano Menorca cuenta con el mayor número de caballos por kilómetro cuadrado de Europa. El caballo no sólo es el protagonista de la fiesta, sino el emblema de la isla. Los menorquines se sienten orgullosos de poseer una raza de caballo magnífica, de que se mantenga sana con un número grande de ejemplares y de conservar una vieja tradición de doma. Al fin y al cabo toda la isla está rodeada por una ruta ecuestre perimétrica de 185 kilómetros, el Camí de Cavalls, que sirvió como ruta de comunicación rápida para la defensa costera y hoy constituye un estupendo sendero para conocer los sitios más bellos y recónditos de la islita. 

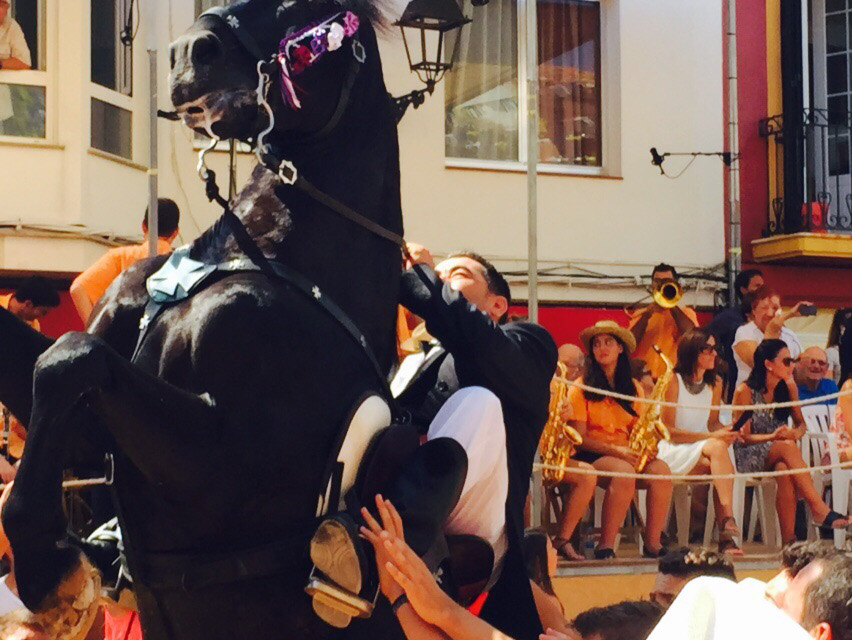

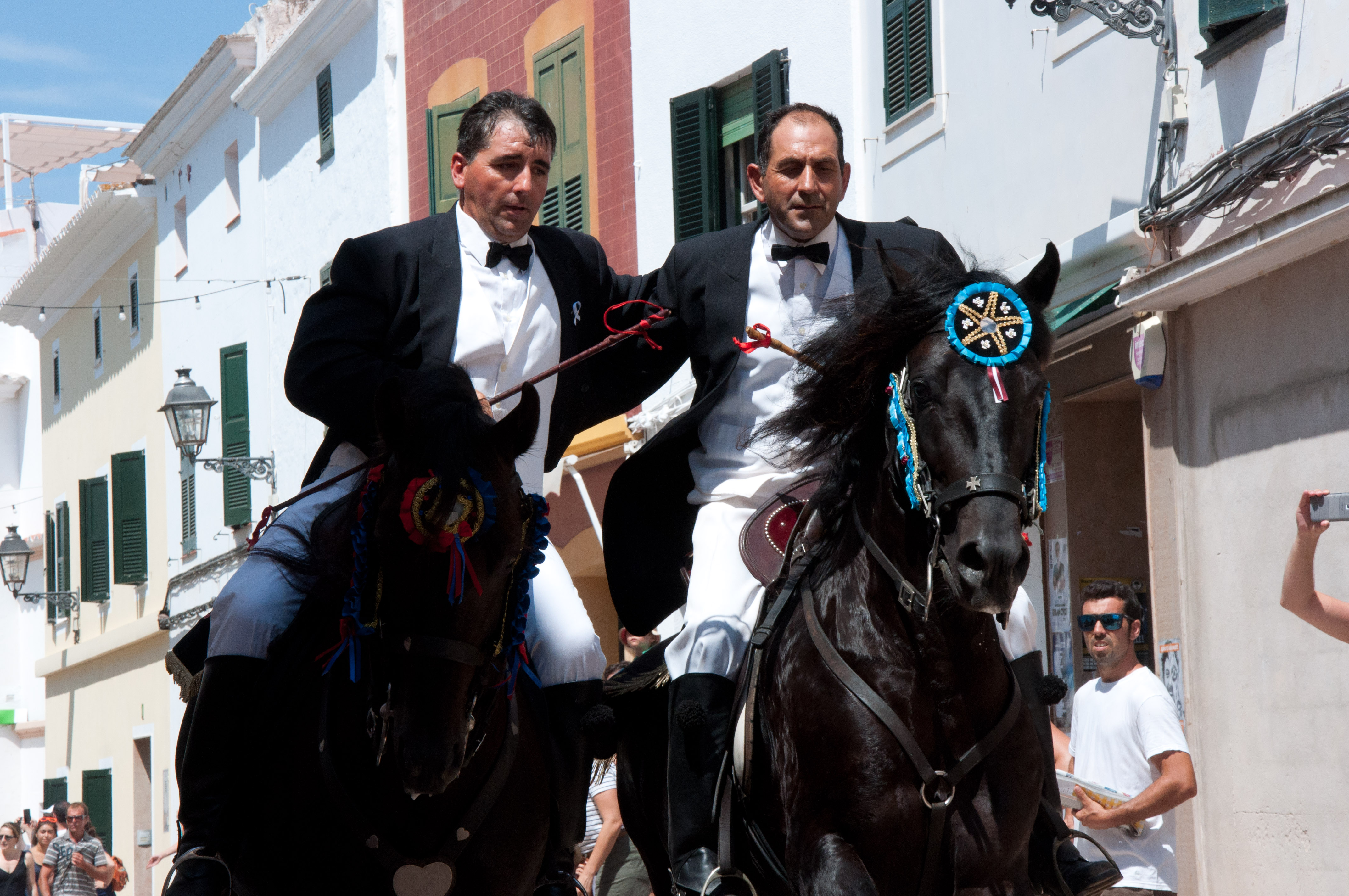
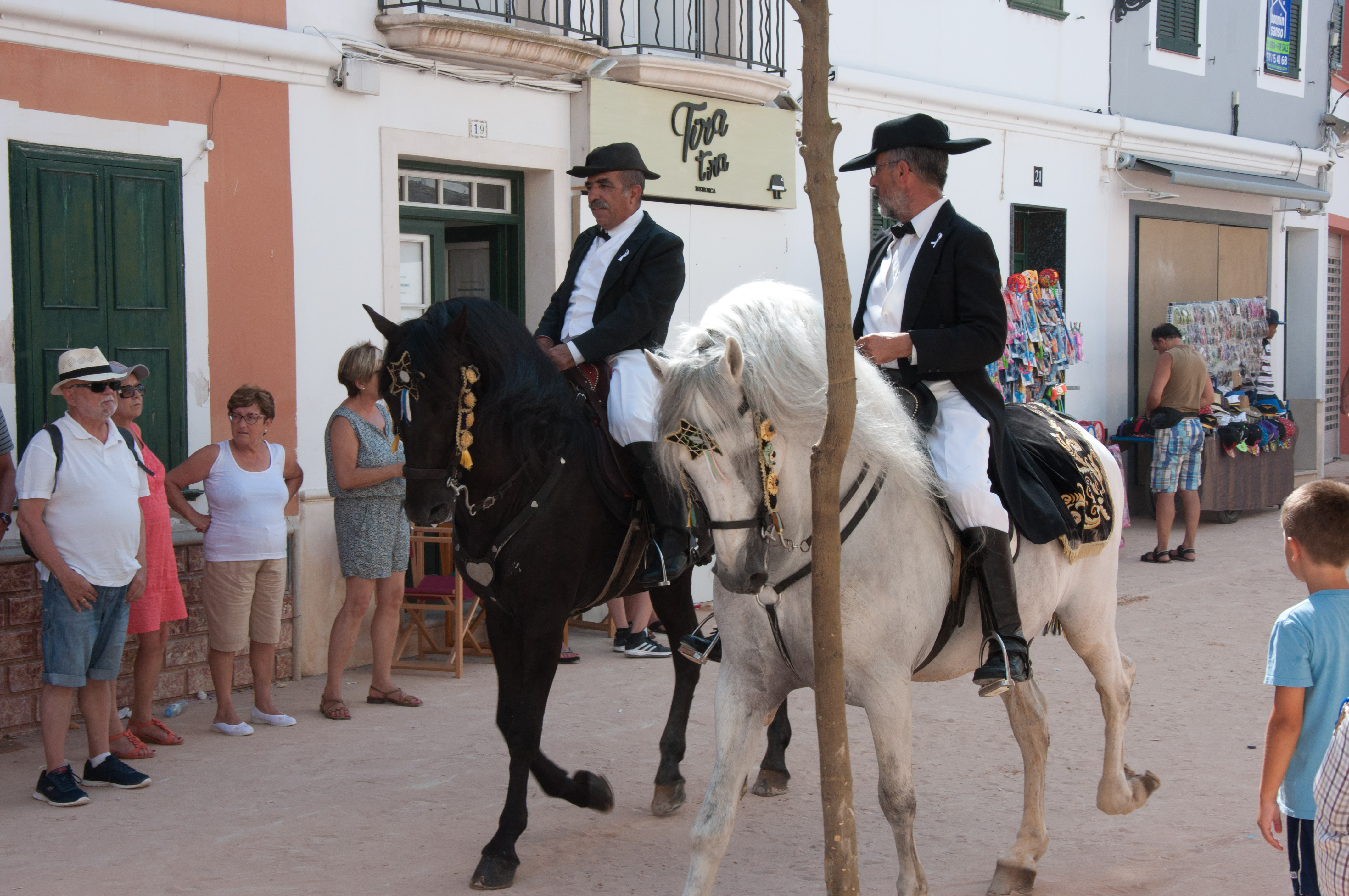
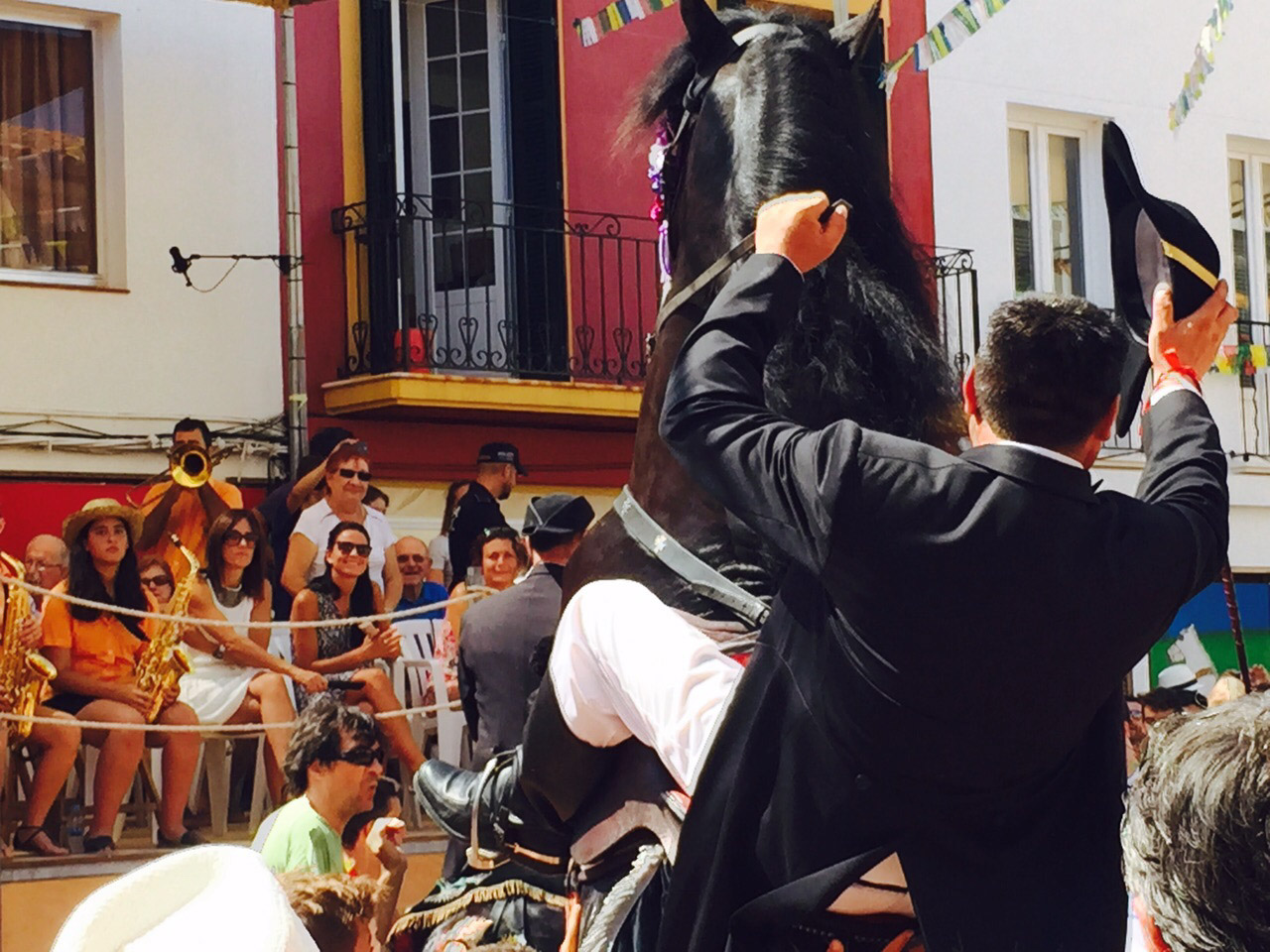
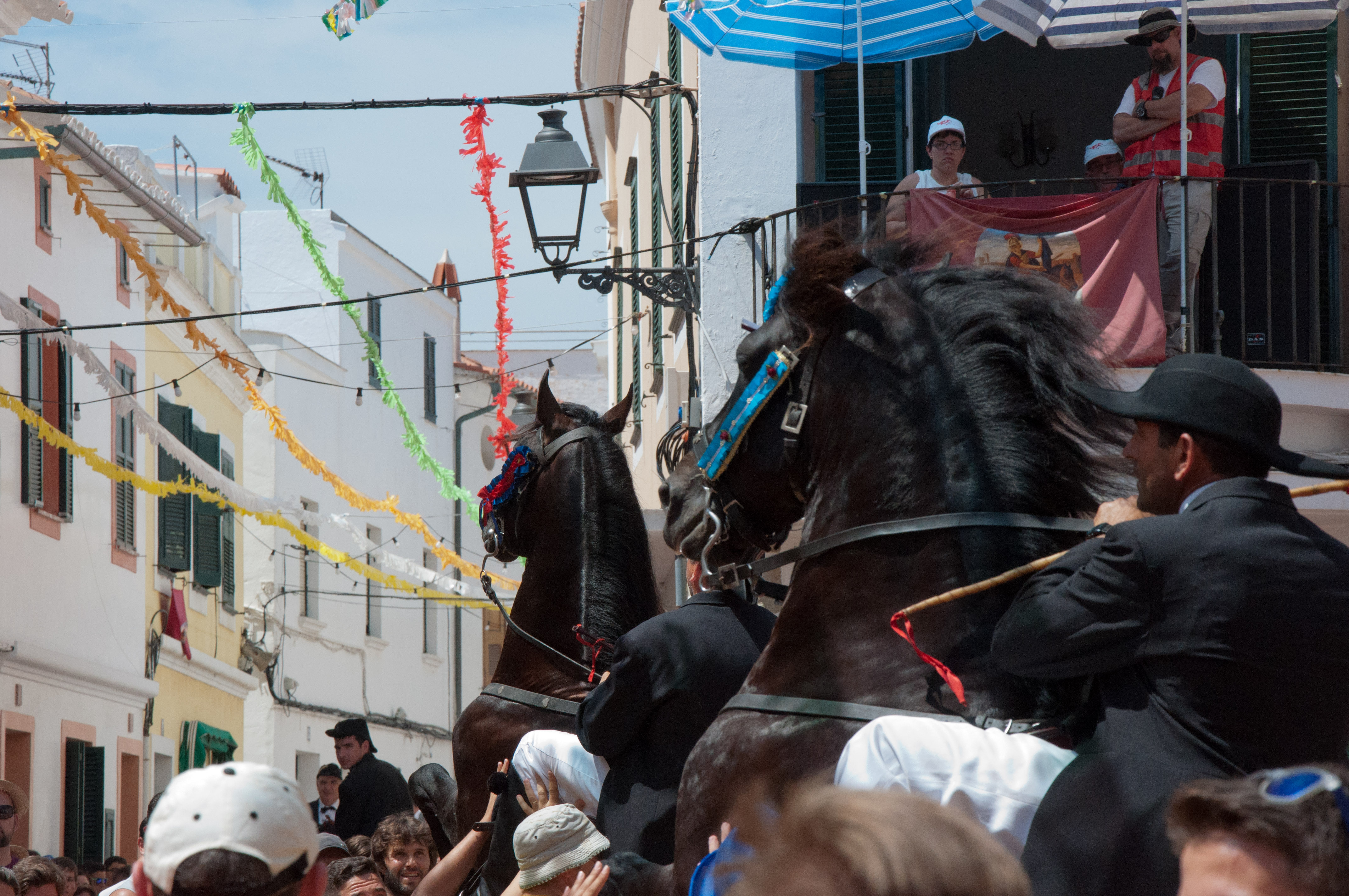
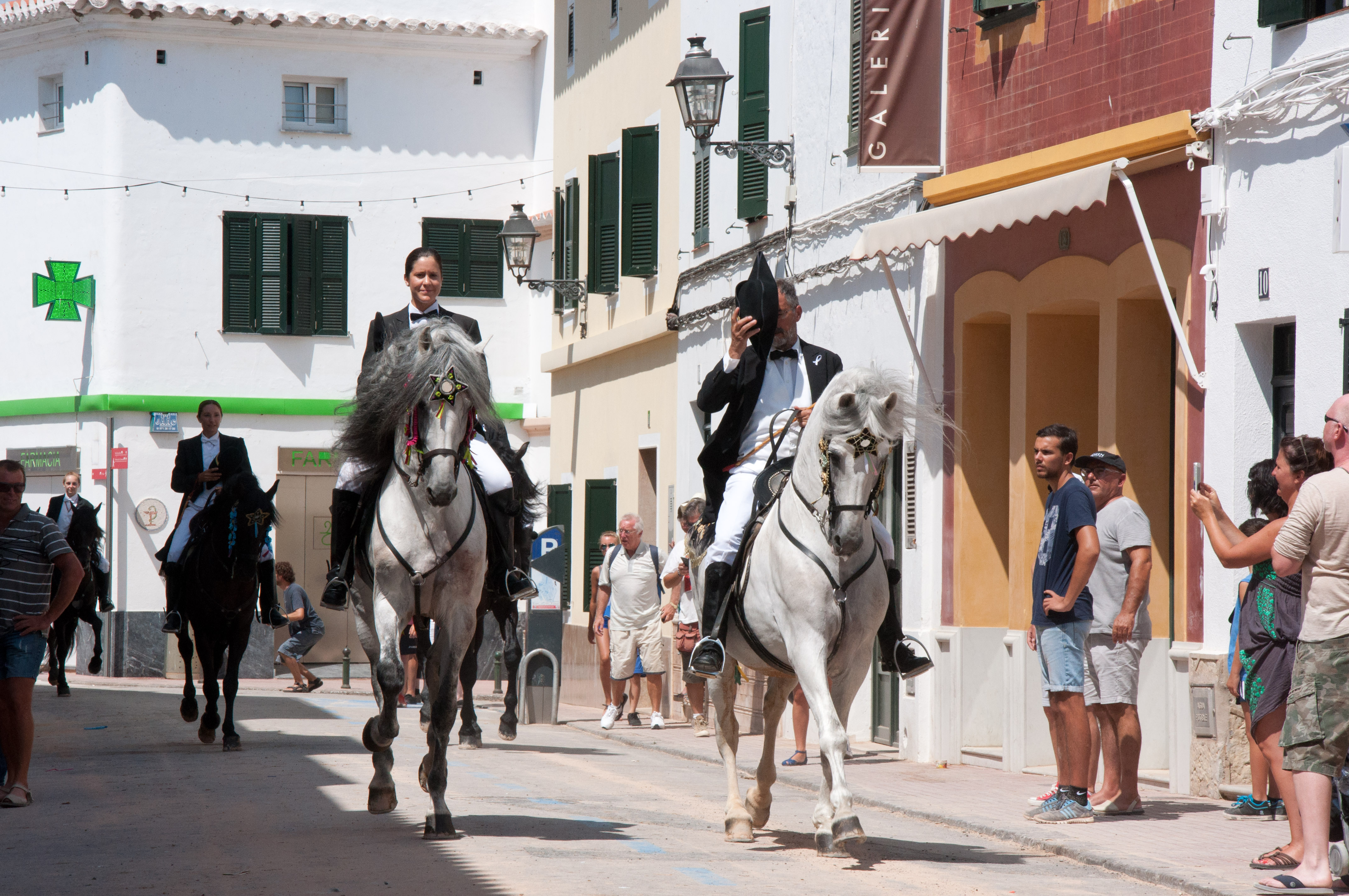